# Hof van Veltwijck

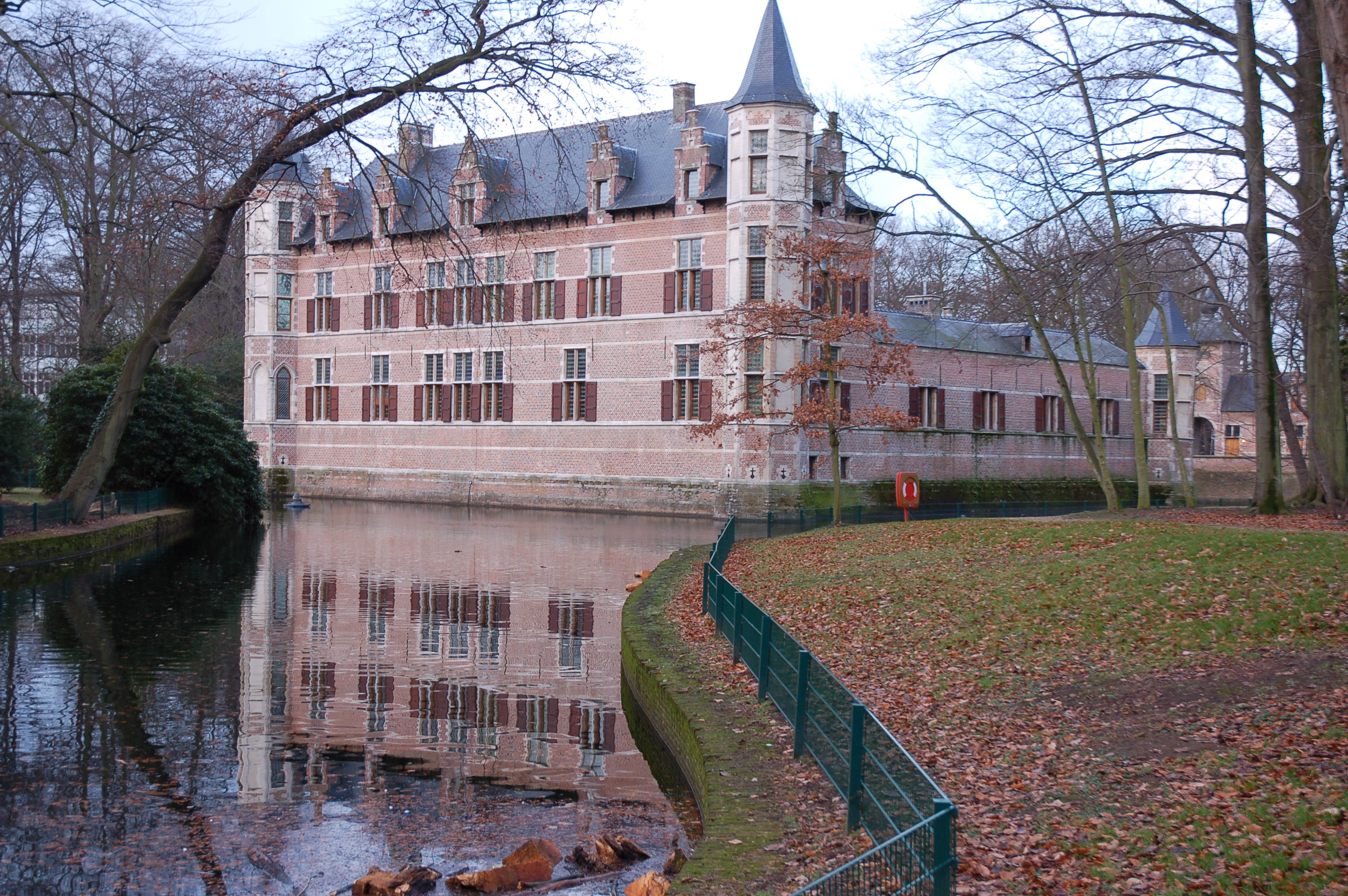
Hof van Veltwijck

Het Hof van Veltwijck is een kasteel in de tot de gemeente Antwerpen gelegen plaats Ekeren, gelegen aan Veltwijcklaan 27.

## Geschiedenis
De bouwdatum van het kasteel is niet bekend, maar in 1548 werd van een kasteel nog geen melding gemaakt, en in 1564 was er al sprake van een speelhuys, opperhof, ende nederhof. Aangenomen is dat de bouw in opdracht van de toenmalige bewoner, Aert van Veltwijck, heeft plaatsgevonden.
Het kasteel was onbewoond tijdens het Beleg van Antwerpen (1584-1585) en raakte in verval. Er vonden in de jaren hierop militaire inundaties plaats die ook aan het kasteel schade toebrachten. In 1638 werd het domein gekocht door Geeraert Fyens en deze liet het kasteel tegen het water beveiligen, maar pas toen de Ekerse Dijk in 1649-1650 werd aangelegd, was het overstromingsgevaar geweken.
In 1754 werd het domein gekocht door de Antwerpse koopman Cornelis de Winter. Omstreeks 1905 werd het kasteel, in opdracht van Barones de Borrekens, verhoogd met een verdieping. In 1929 kwam het aan de gemeente en in 1930 werd het in gebruik genomen als gemeentehuis. Van het park werd een deel verkaveld en de rest werd opengesteld voor het publiek.

## Kasteel
Het betreft een U-vormig waterkasteel uit de 16e eeuw, toegankelijk via een beukendreef (1759) en door een poortgebouw waarlangs links en rechts dienstgebouwen staan gegroepeerd. Het eigenlijke kasteel ligt binnen een gracht en bestaat uit de hoofdvleugel van twee bouwlagen en twee vleugels die elk één bouwlaag omvatten en het pleintje omsluiten. De -nu drooggelegde- grachten werden gevoed door de Donkse Beek, wat geregeld werd door twee sluisjes, waarvan er één, van 1861, nog bewaard is gebleven.
In het park vindt men nog een beeld van Flora.